# Умершие в июле 1994 года
Это список известных людей, соответствующих установленным критериям значимости (см. Википедия:Критерии значимости персоналий), умерших в июле 1994 года.
Причина смерти указывается лишь в исключительных случаях (убийство, самоубийство, гибель в результате военных действий, смертная казнь, ДТП или несчастные случаи). В остальных случаях — не указывается.
- 1 июля — Асиф Юсиф оглы Магеррамов (41) — офицер вооружённых сил Азербайджанской Республики, полковник-лейтенант, Национальный герой Азербайджана.
- 1 июля — Иларион Шафрановский (87) — российский минералог и кристаллограф.
- 2 июля — Василий Беляев (76) — Герой Советского Союза.
- 2 июля — Григорий Бережок (86) — Герой Советского Союза.
- 2 июля — Андрес Эскобар (27) — колумбийский футболист; убийство.
- 3 июля — Александр Егоров (70) — Полный кавалер Ордена Славы.
- 3 июля — Лью Хоуд (59) — австралийский теннисист.
- 5 июля — Мамедали Гусейнов (72) — азербайджанский и советский археолог.
- 5 июля — Иван Слободчиков (89) — писатель.
- 6 июля — Николай Крофто (76) — Полный кавалер Ордена славы.
- 6 июля — Барух Озния (88) — сионистский активист, юрист, общественный деятель и депутат кнессета Израиля.
- 6 июля — Рухи аль-Хатиб — мэр Восточного Иерусалима с 1957 по 1994 год.
- 7 июля — Дмитрий Бондаренко (71) — Полный кавалер Ордена Славы.
- 7 июля — Николай Ерёмин (70) — Полный кавалер Ордена Славы.
- 8 июля — Кристиан-Жак (89) — французский кинорежиссёр («Фанфан-тюльпан» и др. фильмы).
- 8 июля — Ким Ир Сен (82) — руководитель Северной Кореи (КНДР) и генсек Трудовой партии Кореи с 1945 года.
- 10 июля — Георгий Пантюков (72) — хоровой дирижёр и композитор.
- 10 июля — Радоев, Иван (67) — болгарский писатель и драматург.
- 11 июля — Саванна (23) — американская порноактриса; самоубийство.
- 11 июля — Иван Фомин (87) — Герой Советского Союза.
- 13 июля — Сергей Жданов (64) — советский и российский хозяйственный деятель.
- 13 июля — Юозас Мильтинис (86) — советский литовский актёр, театральный режиссёр.
- 14 июля — Ефим Бельков (86) — советский хозяйственный, государственный и политический деятель, Герой Социалистического Труда.
- 17 июля — Владимир Пожидаев (48) — советский, российский актёр театра и кино.
- 18 июля — Борис Долгоплоск (88) — советский химик.
- 18 июля — Андрей Кутовой (79) — Герой Советского Союза.
- 19 июля — Глеб Вахмистров (73) — Герой Советского Союза.
- 19 июля — Сергей Демяновский (87) — Герой Советского Союза.
- 19 июля — Николай Ижутов (74) — Герой Советского Союза.
- 19 июля — Александр Шокуров (73) — Герой Советского Союза.
- 20 июля — Валентин Калабун (69) — Герой Советского Союза.
- 20 июля — Сергей Коржуков (35) — композитор, первый солист группы Лесоповал.
- 20 июля — Владимир Лотарёв (79) — советский авиаконструктор, доктор технических наук (1971). Член-корреспондент АН УССР (1976), академик АН УССР (1985).
- 22 июля — Владимир Балыбердин (44) — первый советский альпинист, взошедший на высочайшую вершину мира — гору Эверест.
- 22 июля — Николай Садовников (47) — советский лётчик-испытатель ОКБ имени П. О. Сухого, майор, Герой Советского Союза.
- 25 июля — Монта Крома (75) — латышская и советская поэтесса, прозаик.
- 25 июля — Виталий Лукьянец (56) — советский художник — график.
- 26 июля — Анатолий Наседкин (70) — украинский советский живописец.
- 27 июля — Эдуард Колмановский (71) — советский композитор.
- 27 июля — Кевин Картер (33) — фотокорреспондент из ЮАР, лауреат Пулитцеровской премии; самоубийство.
- 29 июля — Григол Абашидзе (79) — грузинский поэт и писатель.
- 29 июля — Дитмар Розенталь (93) — советский и российский лингвист, автор многочисленных трудов по русскому языку.
- 30 июля — Евгений Клячкин (60) — российский и израильский поэт, бард, эстрадный артист.
- 30 июля — Ефим Синельников (89) — специалист области электромеханики, вычислительной техники, электромашиностроения, доктор технических наук.
- 31 июля — Александр Колесов (72) — Герой Советского Союза.